# Kabupaten Lima Puluh Kota
Kabupaten Lima Puluh Kota (indonesiska: Kabupaten Limapuluhkota) är ett kabupaten i Indonesien.   Det ligger i provinsen Sumatera Barat, i den västra delen av landet, 1 000 km nordväst om huvudstaden Jakarta. Antalet invånare är 354 547.